# Marie Berhaut
Marie Berhaut  (* 1904; † 10. November 1993) war eine französische Kunsthistorikerin.

## Leben
Marie Berhaut arbeitete von 1949 bis 1964 als Konservatorin am Musée des Beaux-Arts in Rennes. In dieser Zeit betrieb sie die Neuorganisation der Sammlungen, veröffentlichte einen Bestandskatalog und öffnete das Museum für Kunstwerke der Moderne. So organisierte sie beispielsweise Ausstellungen zu zeitgenössischen Künstlern wie Adolphe Beaufrère und Georges Rouault. 1948 begann sie Essays über Gustave Caillebotte zu veröffentlichen. Es folgten mehrere Bücher über diesen Maler und schließlich 1977 Caillebottes erstes Werkverzeichnis. Bis ins hohe Alter widmete sie sich den Forschungen zu Caillebotte und arbeitete an einer Überarbeitung des Werkverzeichnisses, das ein Jahr nach ihrem Tod erschien. Nach ihr ist in Rennes die Allée Marie Berhaut benannt.

## Auszeichnungen
- 1978 – Prix Roland de Jouvenel der Académie française

## Veröffentlichungen
- La Vierge dans l’art, Musée de Rennes, Rennes 1950
- Les Origines de l’art contemporain. Imprimerie réunies, Rennes 1951
- Gustave Caillebotte (1848–1894). Wildenstein, Paris 1951
- Caillebotte l’impressionniste. International Art Book, Lausanne 1951 und 1968
- Natures mortes, anciennes & modernes. Musée de Rennes, Rennes 1953
- Les collections du Musée de Rennes. La Revue française, Paris 1957
- Le Miserere de Georges Rouault. Imprimerie réunies, Rennes 1958
- Jean Frélaut. Imprimerie Simon, Rennes 1959
- Peintures et dessins du XVIIIe siècle. Imprimerie réunies, Rennes 1960
- Adolphe Beaufrère. Imprimerie réunies, Rennes 1961
- Aspects insolites et tragiques de l’art moderne. Imprimerie réunies, Rennes 1962
- Œuvres récemment acquises au Musée des beaux-arts de Rennes. Musée des beaux-arts de Rennes, Rennes 1968
- Caillebotte, sa vie et son œuvre, catalogue raisonné des peintures et pastels. Fondation Wildenstein und Bibliothèque des arts, Paris 1977
- Gustave Caillebotte: catalogue raisonné des peintures et pastels. Wildenstein Institute, Paris 1994. (Überarbeitete Ausgabe)